# Olavi Ahonen
Olavi Antero Ahonen (Tampere, 31 gennaio 1941 – Tampere, 16 aprile 1995) è stato un cestista finlandese.

## Carriera
Con la Finlandia ha disputato i Campionati europei del 1967, segnando 2 punti in 2 partite.